# كلوتيابين
كلوتيابين أو إنثيومين هو مضاد غير نمطي للذهان من الفئة الكيميائية ثنائي بنزوثيازيبين تم تقديمه لأول مرة في عدد قليل من الدول الأوروبية (وهي بلجيكا وإيطاليا وإسبانيا وسويسرا) والأرجنتين وتايوان وإسرائيل في عام 1970.
تعتبر بعض المصادر أن الكلوتيابين من مضادات الذهان النمطية وليس غير نمطي نظرًا لارتفاع نسبة حدوث الآثار الجانبية من أعراض خارج السبيل الهرمي مقارنةً بمضادات الذهان غير النمطية مثل كلوزابين وكيوتيابين، والتي تتشابه معه هيكليًا.  وعلى الرغم من حدوثها في حالات عالية نسبيًا، فقد أثبتت فعاليتها في الأفراد المقاومين للعلاج المصابين بالفصام وفقًا لعدد من الأطباء النفسيين الذين لديهم خبرة سريرية مع ذلك، بينما تدعم بعض الأدلة السريرية الضعيفة هذا الرأي أيضًا. قارنت مراجعة منهجية الكلوتيابين مع الأدوية المضادة للذهان الأخرى:
| لم يكن هناك أي دليل لدعم أو دحض استخدام عقار كلوتيابين في تفضيله على العلاجات الأخرى المضادة للذهان لعلاج الأشخاص المصابين بأمراض ذهانية حادة. | |                          |             |
| \| نتيجة \| النتائج في الكلمات \| النتائج في الأرقام \| جودة الأدلة \| \| الانطباع السريري العام \| الانطباع السريري العام \| الانطباع السريري العام \| الانطباع السريري العام \| \| --------------------------------------------------- \| ------------------------------------------------------------------------------------------------------------------------------------------------------------------------------------------------------------------------------- \| ------------------------ \| ---------------------- \| \| لا يوجد تحسن كبير \| لا يوجد فرق واضح بين الأشخاص الذين يتناولون عقار كلوتيابين والذين يتلقون عقاقير مضادة للذهان أخرى للأمراض الذهانية الحادة. تستند هذه النتائج إلى بيانات ذات جودة منخفضة. \| RR 0.88 (0.39 إلى 1.98) \| منخفض \| \| ليس جيدا بما فيه الكفاية ليتم تصريفها \| لا يختلف Clotiapine بشكل واضح عن الأدوية المضادة للذهان الأخرى لهذه النتيجة - بالنسبة للأشخاص الذين يعانون من مرض حاد. تستند هذه النتائج إلى بيانات ذات جودة منخفضة. \| RR 1.04 (0.93 إلى 1.16) \| منخفض \| \| الآثار السلبية \| \| \| \| \| اضطرابات الحركة - استخدام الأدوية المضادة للبكتيريا \| قد يقلل الكلوتيابين من فعالية الأدوية المضادة للبكتيريا - مما يعني أن الكلوتيابين يسبب القليل من هذا التأثير، لكن في الوقت الحالي لا يمكن أن تكون واثقًا من أن الفرق بين العلاجين والبيانات التي تدعم هذه النتيجة محدودة للغاية. \| RR 0.43 (0.05 إلى 3.53) \| منخفض جدا \| \| تشنج \| قد يزيد Clotiapine من خطر حدوث النوبات ، لكن الفرق بين العلاجين غير واضح. يعتمد هذا الاكتشاف على بيانات ذات جودة منخفضة. \| RR 3.67 (0.16 إلى 84.66) \| منخفض \| \| الارتياح مع الرعاية \| \| \| \| \| ترك الدراسة في وقت مبكر - لأي سبب من الأسباب \| لا يوجد فرق واضح بين الأشخاص الذين يتناولون عقار كلوتيابين والذين يتلقون مضادات الذهان الأخرى للأمراض الذهانية الحادة. تستند هذه النتائج إلى بيانات ذات جودة منخفضة. \| RR 2.09 (0.81 إلى 5.42) \| منخفض \| \| \| لم تبلغ أي دراسة عن أي بيانات عن النتائج مثل التخدير والمعلومات المتعلقة بالنتائج السلوكية مثل التهدئة. \| \| \| | |                          |             |
| نتيجة | النتائج في الكلمات | النتائج في الأرقام       | جودة الأدلة |
| الانطباع السريري العام | |                          |             |
| لا يوجد تحسن كبير | لا يوجد فرق واضح بين الأشخاص الذين يتناولون عقار كلوتيابين والذين يتلقون عقاقير مضادة للذهان أخرى للأمراض الذهانية الحادة. تستند هذه النتائج إلى بيانات ذات جودة منخفضة.                                                        | RR 0.88 (0.39 إلى 1.98)  | منخفض       |
| ليس جيدا بما فيه الكفاية ليتم تصريفها | لا يختلف Clotiapine بشكل واضح عن الأدوية المضادة للذهان الأخرى لهذه النتيجة - بالنسبة للأشخاص الذين يعانون من مرض حاد. تستند هذه النتائج إلى بيانات ذات جودة منخفضة.                                                            | RR 1.04 (0.93 إلى 1.16)  | منخفض       |
| الآثار السلبية | |                          |             |
| اضطرابات الحركة - استخدام الأدوية المضادة للبكتيريا | قد يقلل الكلوتيابين من فعالية الأدوية المضادة للبكتيريا - مما يعني أن الكلوتيابين يسبب القليل من هذا التأثير، لكن في الوقت الحالي لا يمكن أن تكون واثقًا من أن الفرق بين العلاجين والبيانات التي تدعم هذه النتيجة محدودة للغاية. | RR 0.43 (0.05 إلى 3.53)  | منخفض جدا   |
| تشنج | قد يزيد Clotiapine من خطر حدوث النوبات ، لكن الفرق بين العلاجين غير واضح. يعتمد هذا الاكتشاف على بيانات ذات جودة منخفضة. | RR 3.67 (0.16 إلى 84.66) | منخفض       |
| الارتياح مع الرعاية | |                          |             |
| ترك الدراسة في وقت مبكر - لأي سبب من الأسباب | لا يوجد فرق واضح بين الأشخاص الذين يتناولون عقار كلوتيابين والذين يتلقون مضادات الذهان الأخرى للأمراض الذهانية الحادة. تستند هذه النتائج إلى بيانات ذات جودة منخفضة.                                                            | RR 2.09 (0.81 إلى 5.42)  | منخفض       |
| | لم تبلغ أي دراسة عن أي بيانات عن النتائج مثل التخدير والمعلومات المتعلقة بالنتائج السلوكية مثل التهدئة. |                          |             |